# Gustaaf Van der Linden
Fernandinus Franciscus Joannes-Baptista Gustavus (Gustaaf) Van der Linden (Duffel, 27 maart 1881 - Duffel, 22 november 1955) was een Belgisch handelaar, bestuurder en politicus voor het Katholiek Verbond van België en de CVP.

## Levensloop
Hij was de zoon van Joannes Baptista Van der Linden, handelaar en herbergier, en Maria Sleeckx. Hij doorliep zijn secundair onderwijs aan het Sint-Gummaruscollege te Lier. Vervolgens vestigde hij zich als handelaar in zijn geboortedorp. In 1910 huwde hij Anna Sels met wie hij vier kinderen had.  Hij was vrijwilliger in het Belgisch leger tijdens de Eerste Wereldoorlog en vervoegde op 1 augustus de vestingartillerie in het fort van Wijnegem alwaar hij in oktober krijgsgevangen werd genomen. In 1918 werd hij vervolgens vanwege gezondheidsredenen door het Rode Kruis naar Zwitserland overgebracht. Na de oorlog werd hij voorzitter van de Internationale Vereniging voor Krijgsgevangenen 1914-1918.
In de aanloop naar de provincieraadsverkiezingen van 1921 werd hij politiek actief, hij werd voorgedragen als ACW-kandidaat voor het district Lier. Hij werd verkozen en zetelde in de Antwerpse provincieraad. Na de provincieraadsverkiezingen van 1925 werd hij aangesteld als gedeputeerde voor onder meer Openbare Werken, in deze hoedanigheid was hij de eerste ACW'er die ooit zetelde in de Antwerpse deputatie. In oktober 1940 kreeg hij van de Duitse bezetter een verbod om de zittingen van de deputatie nog langer bij te wonen. Na de bevrijding hernam hij zijn functie en oefende het mandaat uit tot 11 april 1954. Van 27 augustus 1945 tot 4 januari 1946 was hij tevens provinciegouverneur ad interim in opvolging van de overleden Louis Clerckx. Hij werd in deze hoedanigheid opgevolgd door Richard Declerck.
Voorts was hij onder meer voorzitter van de Nationale Maatschappij van Buurtspoorwegen en lid van het hoofdbestuur van het ACW arrondissement Mechelen. Daarnaast was hij stichter en voorzitter van de turnkring Oefening Geeft Kracht en verschillende andere (katholieke) organisaties te Duffel. Ten slotte was hij bestuurslid van de Belgische Wielrijdersbond, organiseerde hij de wielerwedstrijd "Grote Prijs van Duffel", was hij actief bij het tijdschrift De Sportwereld en werd onder zijn impuls de gemeentelijke muziekschool te Duffel opgericht.
In 2013 verscheen het boek Krijgsgevangene in de Grote Oorlog: Het oorlogsverhaal van Gustaaf Van der Linden van historicus Dirk Van Engeland bij Uitgeverij De Klaproos. In Duffel is er een straat en een plein naar hem vernoemd, met name het Gustaaf Van der Lindenplein en de Gustaaf Van der Lindenlaan.
Hij was de grootvader van Marc Van der Linden (N-VA) die ook politiek actief is.